# Out of the Storm (film, 1926)
Pour plus de détails, voir Fiche technique et Distribution.
Out of the Storm est un film muet américain réalisé par Louis J. Gasnier, sorti en 1926.

## Synopsis
Lorsque Leonard Keith, fils d'un célèbre éditeur, est impliqué dans le suicide d'une danseuse de revue, il est protégé par James Morton, rédacteur en chef adjoint du journal de son père, bien que lui et Leonard soient rivaux par amour pour Mary Lawrence. Mary, qui est amoureuse de Jim, rejette le souhait de son père, qui voudrait qu'elle épouse Leonard. La nuit où Morton envisage de s'enfuir avec Mary, Leonard l'attire dans un restaurant et est à l'origine d'une scène au cours de laquelle elle le blesse légèrement avec un pistolet. Le couple s'enfuit comme prévu, mais Leonard meurt d'un empoisonnement du sang, et Jim est arrêté pour son meurtre et condamné. Mary, qui tombe malade après avoir erré dans une tempête, n'apprend la situation difficile de Jim que le jour prévu pour son exécution. Mary, avec l'aide de Spec, un garçon de bureau, arrive à convaincre le gouverneur de l'innocence de Jim, et il est libéré juste avant d'être exécuté.

## Fiche technique
- Titre original : Out of the Storm
- Réalisation : Louis J. Gasnier
- Scénario : Leete Renick Brown, Lois Hutchinson, d'après la nouvelle The Travis Coup de Arthur Stringer
- Photographie : George Meehan, Mack Stengler
- Montage : James C. McKay
- Société de production : Tiffany Productions
- Société de distribution : Tiffany Productions
- Pays d'origine :  États-Unis
- Langue originale : anglais
- Format : Noir et blanc  — 35 mm — 1,33:1 — Film muet
- Genre : drame
- Durée : 70 minutes
- Dates de sortie : États-Unis : 16 avril 1926

## Distribution
- Jacqueline Logan : Mary Lawrence
- Tyrone Power Sr. : M. Lawrence
- Edmund Burns : James Morton
- Montagu Love : Timothy Keith
- Eddie Phillips : Leonard Keith
- George Fawcett : Juge Meeman
- Crauford Kent : avocat de la défense